# MXGP 3: The Official Motocross Videogame
MXGP 3: The Official Motocross Videogame è un videogioco di motocross, che si basa sul campionato mondiale di motocross della stagione 2016. Il gioco è stato sviluppato e pubblicato da Milestone il 30 maggio 2017 per Microsoft Windows, PlayStation 4, Xbox One e Nintendo Switch.

## Novità
La principale novità di questo capitolo, rispetto ai precedenti due, è il cambio di motore grafico: Milestone è passato da un engine proprietario ad Unreal Engine 4. Il nuovo motore grafico garantisce un'esperienza di gioco dinamica e più godibile grazie ad una serie di novità grafiche e tecniche. Sono state aggiunte condizioni del meteo imprevedibili e dinamiche: quindi si può passare dal sole alla pioggia intensa e viceversa, e ogni cambiamento influisce sulla visibilità e sulle condizioni del terreno che, col passare dei giri, si deforma sempre più.

## Modalità di gioco
Le modalità di gioco presenti su MXGP 3 sono le classiche modalità che sono presenti nei giochi Milestone. È possibile correre sui 18 tracciati reali e prendere parte all'MXoN con tutti i piloti, le moto delle categorie MXGP e MX2 della stagione 2016.
Le modalità sono cinque: Gran Premi, Campionati, Carriera, Time attack, MXoN e Multiplayer online.
Nella modalità Carriera il giocatore inizia la propria scalata al successo partendo da un piccolo team dalla MX2; successivamente, in base alle prestazioni del giocatore, sponsor e squadre più blasonate si interesseranno a lui fino ad arrivare ai top team della MXGP.

## Accoglienza
Il gioco ha ricevuto giudizi positivi. In particolare è stata apprezzata la scelta di Milestone di puntare su un nuovo motore grafico, anche se il gioco sembra non sfruttarlo al massimo delle sue potenzialità.
Secondo il sito aggregatore di recensioni Metacritic la versione per Xbox One ha una media di 78/100 mentre quella per PlayStation 4 è di 67/100.
Marco Salvaneschi di IGN lo ha valutato 7.4/10 per tutte le piattaforme, considerandolo discreto. Multiplayer.it gli ha assegnato un 7.8/10. Lorenzo Mancosu di Eurogamer ha valutato il gioco 8/10.

## Contenuti scaricabili
Il 29 giugno 2017 è stato distribuito il DLC Monster Energy SMX Riders Cup che consente di gareggiare nella competizione del Supermotocross, organizzata per la prima volta nel 2016.
Il 27 luglio 2017 è uscito il DLC  Additional Tracks che dà la possibilità di correre su tre dei tracciati più iconici della stagione 2015 del campionato MXGP: Nakhonchaisri, Villars sous Ecot e Uddevalla